# モンゴルの樺太侵攻
モンゴルの樺太侵攻（モンゴルのからふとしんこう）とは、13世紀半ばから14世紀初頭にかけて断続的に行われたモンゴル帝国（元朝）による樺太アイヌへの攻撃を指す。史料が少ないこともあり、その実体には不明な点が多い。同時期にモンゴルによって日本の九州北部に対して行われた元寇（文永の役・弘安の役）と比較されて「北からの蒙古襲来」「もうひとつの蒙古襲来」などと呼ばれるが、両者の間に関連性があるかどうかは疑わしい（後述）。

## 背景

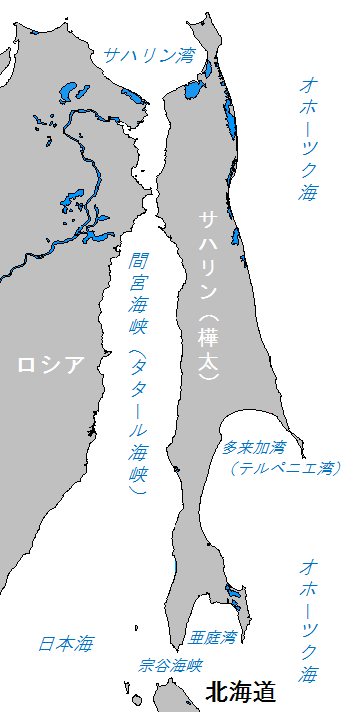
樺太とその周辺

樺太（サハリン島）には、後のニヴフにつながると思われるオホーツク文化（採集・漁撈を中心とする）や、アイヌが担い手だったと思われる擦文文化（雑穀農耕を含む採集生活を中心とし、土器を製作する）などの遺跡が混在しており、中世にもニヴフ・アイヌが混住していたと思われる。オホーツク文化・擦文文化の終了をどの時期とするかは諸説あるが、13世紀ないし14世紀頃を画期とする説が有力であり、日本やモンゴル・ツングース（女真族）等周辺民族との交易を主体とする文化に切り替わりつつあった。
黒竜江（アムール川）下流域に関しても残存史料が少なく、どのような民族が支配していたか不明瞭な部分が多いが、契丹（遼）や金などの王朝が支配を伸ばしていたと思われる。元代の地誌である『元一統志』によれば、前代の王朝によって奴児干（ヌルガン）城が築かれた址が残っていたことが記されている。『高麗史』には忠烈王13年（1287年）9月に「東真の骨嵬」に駐在していたモンゴルの将軍がいたことが記されている。東真は東夏または大真国とも書かれる金朝の派生国家であり、わずか18年しか存続しなかったが、骨嵬が金の構成民族である女真（ツングース系）の影響下にあったことが窺える。
その後、モンゴル帝国もこの地域に勢力を広げ、1260年に大カアンとして即位したクビライ（世祖）の時代に入ると、アムール川下流域へのモンゴル勢力の伸張が行われ、黒竜江（アムール川）下流域に勢力を伸ばし、河口部に近く支流のアムグン川が合流する現在のトィルに「東征元帥府」を設置した。東征元帥府の機能は、先住民（ニヴフ）の支配、流刑囚の管理、屯田の経営などと考えられる。
戦いの原因は、モンゴルがニヴフとアイヌの人たちとの交易をやめさせようとしたために起きたという説がある。

## 元朝によるアイヌ攻撃

### 1264年の遠征
アムール川下流域から樺太にかけての地域に居住していた「吉里迷」（ギレミ、吉烈滅）は、モンゴル建国の功臣ムカリ（木華黎）の子孫であるシディ（碩徳）の遠征により中統4年（1263年）にモンゴルに服従した。翌至元元年（1264年）に吉里迷の民は、「骨嵬」（クイ）や「亦里于」（イリウ）が毎年のように侵入してくるとの訴えをクビライに対して報告した。
ここで言う吉里迷はギリヤーク（ニヴフ）族、骨嵬（苦夷とも）はアイヌ族を指しているとされる。亦里于に関してはかつてツングース系民族（ウィルタ）と見る説が有力であったが、近年では骨嵬とは別のアイヌ系集団であったとする説が唱えられている。この訴えを受け、元朝は骨嵬を攻撃した。これがいわゆる「北からの蒙古襲来」の初めであり、至元11年（1274年）の北九州への侵攻（文永の役）より10年早かった。

### 1284-1286年の連続攻撃
この後、元によるアイヌ攻撃は20年ほどのあいだ、見られなくなる。ただし至元10年（1273年）には塔匣剌（タカラ）が征東招討司に任命され、アイヌ攻撃を計画したが、賽哥小海（間宮海峡）の結氷を待つとの理由で、結局実行には移されなかった。
しかし北九州への2度目の侵攻（弘安の役）の失敗後、至元21年（1284年）に聶古帯（ニクタイ）を征東招討司に任じ、アイヌ攻撃が命令された。この計画はいったん見合わせとなったが、同年の冬に征東招討司による骨嵬征伐が20年ぶりに実行に移されている。
その翌年（1285年）にも元朝は征東招討司塔塔児帯（タタルタイ）・兀魯帯（ウロタイ）に命じて兵力1万人で骨嵬（アイヌ）を攻撃させた。
さらに至元23年（1286年）にも3年続けてアイヌ攻撃が行われた。このときの侵攻では「兵万人・船千艘」を動員したとされ、前年もほぼ同様の規模であったという。この遠征には兵站確保のため、屯田も設置されたが、翌1287年のナヤンの乱などの動揺もあり、長くは続かなかった。

### アイヌの樺太撤退と反撃
これ以降、元からアイヌへの攻撃は止むが、元の勢力圏外からアイヌによる攻撃があったことが元側の記録に頻出する。中村和之はこれらの動きから、元によるアイヌ攻撃は、アイヌによる黒竜江流域への侵入を排除するために行われ、アイヌの根拠地を攻めて滅亡させる目的ではなかったとし、1284年からの3年連続の攻撃により、アイヌ勢力は樺太からほぼ排除されてしまったと主張する。元朝は、樺太南端に前進基地として「果夥（クオフオ）」城を設けている。西能登呂岬に遺跡が残る白主土城は、アイヌ伝統のチャシとはかなり構造の違う方形土城で中国長城伝統の版築の技法が使われており、ここで言う「果夥」であった可能性が高い。元軍はこの果夥を拠点として、宗谷海峡を北上しようとするアイヌを牽制したものと思われる。ここからさらに蝦夷地へ侵攻したと言う説もあるが、信憑性は低い。これ以降、アイヌは樺太に対して散発的な侵入しか行うことはできなかった。
元貞2年（1296年）には、ニブフのオフェンとブフリがアイヌに投降して悪事をなしたのと記録が『元分類』巻41にある。
大徳元年（1297年）にも、5月にアイヌのウァインがニブフの船にのり大陸のチリマ岬に渡り乱をなすと、元軍は同年6月にアムール河下流域のヒチトルでアイヌ軍を破り、同年7月には元軍がアムール川下流域のフリ川に攻め入ったアイヌを破っている。さらに、8月にはアイヌのブフスらが海を渡ってニヴフの打鷹人を捕虜にしようとしているとの訴えが、ニヴフから元朝に対してなされている。日本では鷲羽は、アイヌ交易の代表品として捉えられており、アイヌは鷹羽・鷲羽流通の掌握を狙っていたと思われる。

## 鎌倉幕府への元寇との関係性
1264年から84年にかけて、元によるアイヌ攻撃が20年も中断しており、その間に鎌倉幕府に対する元寇（文永の役・弘安の役）が行われたこともあり、九州遠征に女真人を動員したために「北からの蒙古襲来」が中断したとする考えがある。しかし、当時の元側の地理認識では、日本本土は実際の位置よりかなり南方にあると捉えられており、樺太と日本本土の地理的つながりについての知識が元側にあったとは思えない。元・明代の地図に樺太が描かれた例はなく、初めて樺太が中国の地図に描かれたのは清代中期1719年の『皇輿全覧図』であった。北海道（蝦夷地）に関してもほとんど認識されておらず、南宋代の『仏祖統記』に載せた地図では、蝦夷が日本よりも南に位置しているなど、地理認識の不正確さを物語っている。
戦争の発端についても、モンゴル（元）側からの外交使節を日本（鎌倉幕府）側が服属を拒絶したことがきっかけとなった元寇に対し、モンゴル・アイヌ間戦争の場合は、はじめにアイヌ側からニヴフへの侵攻があり、モンゴルにとってニヴフの訴えを採り上げて行った防御的措置にすぎなかった。このため元による樺太遠征は、日本への攻撃と関連性を持っていたとは言い難い。以上により、この一連のモンゴルによるアイヌ攻撃を「北からの元寇」と呼ぶのは正確ではない。ただし日本側の史料では、モンゴルのアイヌ攻撃を一つの契機として60年にわたる内乱に及んだ安東氏・蝦夷の反乱（安藤氏の乱）を、元寇と並ぶ国難と見なす考え方が存在した。その意味では「もうひとつの蒙古襲来」ということもできる。

## 樺太アイヌのその後
大徳9年（1305年）、アイヌが大陸のナムホやチュモ川などを襲撃し、元軍が追跡するも及ばなかった。
至大元年（1308年）にはアイヌの首長玉善奴（イウシャンヌ）と瓦英（ウァイン）らが、ニヴフの多伸奴・亦吉奴らを仲介として、毛皮の朝貢を条件に元朝への服属を申し入れた。
14世紀前半に熊夢祥によって書かれたと思われる大都（北京）の地誌『析津志』には、銀鼠（オコジョ）に関する記事中に「遼東の骨嵬に之が多く、野人が海上の山藪に店舗を設け、中国の物産と交易する」と記されており、アイヌと野人女真との間で沈黙交易が行われていたことが窺える。この史料中の「海上」は当時「海島」と呼ばれた樺太である可能性が高い。逆に中国からアイヌへもたらされた蝦夷錦は、津軽安藤氏を通じて日本へも流通していく。
洪武元年（1368年）に明王朝が成立し、モンゴル（元）は北へ後退。洪武20年（1387年）には満洲（マンチュリア）地域からも元の勢力が後退し、アムール川下流域・樺太におけるモンゴルの影響も低下したため、再びアイヌは樺太へ進出したと思われる。
明の永楽帝は、永楽9年（1411年）に元の東征元帥府が置かれていたトィルに女真人の宦官亦失哈（イシハ）を派遣し、「奴児干都司」を設置させたが、この亦失哈が建てた仏教寺院の永寧寺（えいねいじ）に永楽11年（1413年）に建てられた石碑『奴児干永寧寺碑記』によれば、当時の樺太にはアイヌが住んでいたという。ただし、奴児干都司は元の東征元帥府に較べて影響力が弱く、宣徳8年（1433年）建立の「重建永寧寺碑記」には寺が焼かれたことが示されており、仏教を利用した明の統治は先住民の人たちからは受け入れられず、奴児干都司も程なく機能を停止した。なお、文化3年（1806年）に樺太から間宮海峡を渡ってアムール川下流域まで進んだ日本の間宮林蔵や、同地が清領からロシア帝国領に編入される時期の1854年から1860年にかけてアムール川下流域を探索したロシア人探検家は明代にトィルの丘に築かれたモニュメントを目撃し、後者はスケッチで残している。
また正統14年（1449年）の土木の変以後、明の北方民族に対する影響力が低下すると、アイヌと明との交易も急激に衰え、生活必需品である鉄器などの供給が枯渇し、アイヌにとって日本本土との交易への依存度が高くなる。和人との間で鉄刀（マキリ）の値段交渉決裂をきっかけとして起きたコシャマインの戦いも、これらの状況が背景にあった可能性がある。